# 11166 Anatolefrance
11166 Anatolefrance eller 1998 DF34 är en asteroid i huvudbältet som upptäcktes den 27 februari 1998 av den belgiske astronomen Eric W. Elst vid La Silla-observatoriet. Den är uppkallad efter den franske författaren och nobelpristagaren Anatole France.
Asteroiden har en diameter på ungefär 7 kilometer.